# Португалија на Светском првенству у атлетици на отвореном 2011.
Португалија је на 13. Светском првенству у атлетици на отвореном 2011. одржаном у Тегу од 27. августа до 4. септембра, учествовала тринаести пут, односно учествовала је на свим првенствима до данас. Репрезентацију Португалије представљало је 24 такмичара (12 мушкараца и 12 жена) који су се такмичили у 20 дисциплина (11 мушке и 9 женске). ,

На овом првенству представници Португалије нису освојили ниједну медаљу, али је остварен један лични рекорд и 2 најбоља резултата у сезони.
У табели успешности према броју и пласману такмичара који су учествовали у финалним такмичењима (првих 8 такмичара) Португалија је са 6 учесника у финалу заузела 18. место са 19 бодова. 
| Плас. | Земља       | 1. место | 2. место | 3. место | 4. место | 5. место | 6. место | 7. место | 8. место | Бр. финал. | Бод. |
| ----- | ----------- | -------- | -------- | -------- | -------- | -------- | -------- | -------- | -------- | ---------- | ---- |
| 18.   | Португалија | 0        | 0        | 0        | 1        | 3        | 0        | 0        | 2        | 6          | 19   |

## Учесници
| Мушкарци: - Арналдо Абрантес — 200 м, 4х100 м - Руи Силва — 5.000 м, 10.000 м - Жорге Паула — 400 м препоне - Алберто Пауло — 3.000 м препреке - Рикардо Монтеиро — 4х100 м - Жоао Фереира — 4х100 м - Јазалдес Насименто — 4х100 м - Жоао Вијеира — ходање 20 км - Еди Маја — Скок мотком - Маркос Шува — Скок удаљ - Нелсон Евора — Троскок - Марко Фортес — Бацање кугле | Жене: - Ана Дулсе Феликс — 10.000 м - Џесика Аугусто — 10.000 м - Мариза Барос — Маратон - Вера Барбоза — 400 м препоне - Сара Мореира — 3.000 м препреке - Сусана Феитор — ходање 20 км - Ana Cabecinha — ходање 20 км - Инес Енрикез — ходање 20 км - Марија Елеонор Таварес — Скок мотком - Наиде Гомес — Скок удаљ - Патрисија Мамона — Троскок - Vânia Silva — Бацање кладива |  |

## Резултати

### Мушкарци
| Атлетичар          | Дисциплина       | Лични рекорд | Квалификације  | Квалификације | Полуфинале            | Полуфинале           | Финале               | Финале               | Детаљи |
| Атлетичар          | Дисциплина       | Лични рекорд | Резултат       | Место         | Резултат              | Место                | Резултат             | Место                | Детаљи |
| ------------------ | ---------------- | ------------ | -------------- | ------------- | --------------------- | -------------------- | -------------------- | -------------------- | ------ |
| Арналдо Абрантес   | 200 м            | 20,48        | 21,10          | 7. у гр. 7    | Није се квалификовао  | Није се квалификовао | Није се квалификовао | 40 / 53 (54)         |        |
| Руи Силва          | 5.000 м          | 13:19,20     | 13:50,16       | 12. у гр. 1   |                       |                      | Није се квалификовао | 22 / 36 (41)         |        |
| Руи Силва          | 10.000 м         | 27:53,55     |                |               |                       |                      | 28:48,62             | 11 / 16 (20)         |        |
| Жорге Паула        | 400 м препоне    | 49,72        | 49,82          | 6. у гр. 2    | Није се квалификовао  | Није се квалификовао | Није се квалификовао | 22 / 34              |        |
| Алберто Пауло      | 3.000 м препреке | 8:24,06      | 8:22,41 КВ, ЛР | 4. у гр. 3    |                       |                      | 8:33,84              | 15 / 34 (35)         |        |
| Рикардо Монтеиро   | 4 х 100 м        |              | 39,09 НРС      | 4. у гр. 3    | Нису се квалификовали | 15 / 19 (23)         |                      |                      |        |
| Жоао Фереира       | 4 х 100 м        |              | 39,09 НРС      | 4. у гр. 3    | Нису се квалификовали | 15 / 19 (23)         |                      |                      |        |
| Арналдо Абранте    | 4 х 100 м        |              | 39,09 НРС      | 4. у гр. 3    | Нису се квалификовали | 15 / 19 (23)         |                      |                      |        |
| Јазалдес Насименто | 4 х 100 м        |              | 39,09 НРС      | 4. у гр. 3    | Нису се квалификовали | 15 / 19 (23)         |                      |                      |        |
| Жоао Вијеира       | 20 км ходање     | 1:20:09 НР   |                |               |                       |                      | 1:23:26              | 16 / 32 (46)         |        |
| Еди Маја           | Скок мотком      | 5,60         | Без пласмана   | Без пласмана  |                       |                      | Није се квалификовао | Није се квалификовао |        |
| Маркос Шува        | Скок удаљ        | 8,34         | 8,10 кв        | 3. у гр. Б    | 8,05                  | 10 / 32 (36)         |                      |                      |        |
| Нелсон Евора       | Tроскок          | 17,74        | 17,20 КВ       | 2. у гр. Б    | 17,35 ЛРС             | 5 / 26 (31)          |                      |                      |        |
| Марко Фортес       | Бацање кугле     | 20,89 НР     | 20,32 кв       | 4. у гр. Б    | 20,83                 | 6 / 27               |                      |                      |        |

### Жене
| Атлетичарка            | Дисциплина       | Лични рекорд | Квалификације    | Квалификације | Полуфинале            | Полуфинале  | Финале                | Финале       | Детаљи |
| Атлетичарка            | Дисциплина       | Лични рекорд | Резултат         | Место         | Резултат              | Место       | Резултат              | Место        | Детаљи |
| ---------------------- | ---------------- | ------------ | ---------------- | ------------- | --------------------- | ----------- | --------------------- | ------------ | ------ |
| Ана Дулсе Феликс       | 10.000 м         | 31:33,42     |                  |               |                       |             | 31:37,03              | 8 / 17 (19)  |        |
| Џесика Аугусто         | 10.000 м         | 31:19,15     | 32:06,68         | 10 / 17 (19)  |                       |             |                       |              |        |
| Мариза Барос           | Маратон          | 2:24:33      | 2:30:29          | 9/ 44 (55)    |                       |             |                       |              |        |
| Вера Барбоза           | 400 м пр.        | 55,81 НР     | 56,31 кв         | 5. у гр. 1    | 57,70                 | 8. у гр. 3  | Није се квалификовала | 24 / 38      |        |
| Сара Мореира           | 3.000 м препреке | 9:28,64      | 9:36,97 КВ Диск. | 3. у гр. 2    |                       |             | 9:47,87 Диск.         | 11 / 26 (33) |        |
| Сусана Феитор          | 20 км ходање     | 1:27:55      |                  |               |                       |             | 1:31:26               | 4 / 37 (50)  |        |
| Ана Кабесиња           | 20 км ходање     | 1:27:46 НР   | 1:31:36          | 5 / 37 (50)   |                       |             |                       |              |        |
| Инес Енрикез           | 20 км ходање     | 1:29:36      | 1:32:06          | 8 / 37 (50)   |                       |             |                       |              |        |
| Марија Елеонор Таварес | Скок мотком      | 4,50 НР      | 4,25             | 13. у гр. А   |                       |             | Није се квалификовала | 25 / 30 (35) |        |
| Наиде Гомес            | Скок удаљ        | 7,12 НР      | 6,76 КВ          | 2. у гр. А    | 6,26                  | 9 / 33 (36) |                       |              |        |
| Патрисија Мамона       | Троскок          | 14,42 НР     | 13,59            | 14. у гр. А   | Нису се квалификовале | 27 / 34     |                       |              |        |
| Vânia Silva            | Бацање кладива   | 69,55 НР     | 65,40            | 13. у гр. А   | Нису се квалификовале | 25 / 30     |                       |              |        |